# Pseudomeritastis clarkei
Pseudomeritastis clarkei är en fjärilsart som beskrevs av Obraztsov 1966. Pseudomeritastis clarkei ingår i släktet Pseudomeritastis och familjen vecklare. Inga underarter finns listade i Catalogue of Life.